# Aardbeving Sumatra september 2009
De aardbeving op Sumatra op 30 september 2009 gebeurde om 17:16:10 lokale tijd. Het epicentrum lag 45 kilometer ten noordwesten van de havenstad Padang op Sumatra (Indonesië), en 220 kilometer ten zuidwesten van Pekanbaru, Sumatra. De kracht was 7,6 op de momentmagnitudeschaal en vond plaats op een diepte van 87 kilometer. Het geschatte dodental is 1.115.

## Tektonische achtergrond
Indonesië ligt op een onstabiele breuklijn, die ook wel Ring of Fire wordt genoemd. Vandaar dat hier vaak aardbevingen voorkomen, zoals de aardbeving van 2005 en de zeebeving van 2004 met een kracht van 9,3 op de schaal van Richter.

## Gevolgen
Trillingen van de eerste aardbeving werden ook gevoeld in Jakarta, Maleisië en Singapore. Sommige hoge gebouwen in Singapore zijn tijdelijk geëvacueerd geweest. Voor Sumatra was er een tsunamiwaarschuwing uitgegeven maar vanwege de diepte van de aardbeving is deze niet gekomen en is de waarschuwing weer ingetrokken.
Hotels en grote gebouwen in de stad Padang zijn totaal of voor een deel ingestort. De communicatie naar en uit de stad was volledig verstoord. De nieuwszender Metro TV liet beelden zien van huizen die in brand stonden en mensen die gillend over straat liepen. Verschillende waterpijpen in de stad zijn gesprongen waardoor het water over straat heen liep. Ook zijn er twee ziekenhuizen en verschillende scholen in elkaar gezakt. Verder is de door de Nederlanders gebouwde wijk in het havengebied vrijwel geheel ingestort.
Rond het nabijgelegen Maninjaumeer hebben aan de westkant, over een lengte van ongeveer 15 kilometer, aardverschuivingen plaatsgevonden. Alhoewel enkele dorpen vrijwel geheel verwoest zijn, blijken er hier geen slachtoffers gevallen te zijn.
In het verderop gelegen Bukittinggi zijn geen dodelijke slachtoffers gevallen, alhoewel er wel enige schade is ontstaan aan met name hoge gebouwen.
De Internationale Luchthaven Minangkabau heeft oppervlakkige schade opgelopen en is daarom 1 dag gesloten geweest.

## Naschokken
Alleen naschokken van 5,0 Mw of groter staan hieronder beschreven. Schokken van 6,0 of hoger zijn blauw gearceerd. De grootste naschok had een kracht van 7,6 Mw.
Een tweede aardbeving, met een kracht van 6,6 Mw, vond plaats in Jambi in centraal Sumatra, op 1 oktober 2009 om 08:52:29 lokale tijd op een diepte van 15 kilometer, ongeveer 46 kilometer ten zuidoosten van Sungai Penuh. De United States Geological Survey meldde dat deze beving geen naschok was maar een tweede aardbeving, aangezien het te ver lag van de eerste aardbeving.
| Datum (JJJJ-MM-DD) | Tijd (UTC) | Breedtegraad | Lengtegraad | Diepte   | Kracht   |
| ------------------ | ---------- | ------------ | ----------- | -------- | -------- |
| 2009-09-30         | 10:16:09   | 0,789° ZB    | 99,961° OL  | 80 km    | 7,6 (Mw) |
| 2009-09-30         | 10:38:54   | 0,717° ZB    | 100,070° OL | 104,2 km | 5,5 (Mw) |
| 2009-10-01         | 01:52:29   | 2,497° ZB    | 101,540° OL | 15 km    | 6,6 (Mw) |
| 2009-10-01         | 02:20:31   | 2,465° ZB    | 101,342° OL | 10 km    | 5,0 (Mw) |